# Liste der Grade-I-Bauwerke in North Yorkshire
| Lage von North Yorkshire in England |
| Gliederung von North Yorkshire |
| 1. Selby (ehemaliger District) 2. Harrogate (ehemaliger Borough) 3. Craven (ehemaliger District) 4. Richmondshire (ehemaliger District) 5. Hambleton (ehemaliger District) 6. Ryedale (ehemaliger District) 7. Scarborough (ehemaliger Borough) 8. York (Unitary Authority) 9. Redcar and Cleveland (Unitary Authority) 10. Middlesbrough (Unitary Authority) 11. Stockton-on-Tees (Unitary Authority) |

Diese Liste der Grade-I-Bauwerke in North Yorkshire nennt die Grade-I-Listed Buildings in North Yorkshire nach Bezirken geordnet.
Von den rund 373.000 Listed Buildings in England sind rund 9000, also etwa 2,4 %, als Grade I eingestuft. Davon befinden sich etwa 371 in North Yorkshire.

## Middlesbrough(Unitary Authority)
1. Acklam Hall, Middlesbrough, TS5

## North Yorkshire(Unitary Authority)

### Craven(ehemaliger District, bis 2023)
1. Barden Church, Barden, Craven, BD23
2. Barden Tower, Barden, Craven, BD23
3. Barden Tower Farmhouse, Barden, Craven, BD23
4. Beamsley Hospital (North Range), Beamsley, Craven, BD23
5. Broughton Hall, Broughton, Craven, BD23
6. Church of All Saints, Broughton, Craven, BD23
7. Church of St Alkeda, Giggleswick, Craven, BD24
8. Church of St Andrew, Kildwick, Craven, BD20
9. Church of St Mary, Bolton Abbey, Craven, BD23
10. Church of St Mary, Thornton in Craven, Craven, BD23
11. Church of St Mary the Virgin, Long Preston, Craven, BD23
12. Church of St Michael the Archangel, Kirkby Malham, Craven, BD23
13. Church of St Oswald, Horton in Ribblesdale, Craven, BD24
14. Church of St Wilfrid, Burnsall, Craven, BD23
15. Church of the Holy Trinity, Skipton, Craven, BD23
16. Farnhill Hall, Farnhill, Craven, BD20
17. Former Chapel at Skipton Castle, Skipton, Craven, BD23
18. Kildwick Bridge, Kildwick, Craven, BD20
19. Lawkland Hall and Garden Walls, Lawkland, Craven, LA2
20. Outer Gatehouse to Skipton Castle (Public Entrance), Skipton, Craven, BD23
21. Priory of St Mary, Bolton Abbey, Craven, BD23
22. Skipton Castle, Skipton, Craven, BD23
23. The Folly, Settle, Craven, BD24

### Hambleton(ehemaliger District, bis 2023)
1. Allerthorpe Hall, Swainby with Allerthorpe, Hambleton, DL7
2. Arncliffe Hall, and Wall Attached to South East, Ingleby Arncliffe, Hambleton, DL6
3. Bedale Hall, Bedale, Hambleton, DL8
4. Beningbrough Hall, Beningbrough, Hambleton, YO30
5. Church of All Saints, Great Ayton, Hambleton, TS9
6. Church of All Saints, Northallerton, Hambleton, DL7
7. Church of All Saints, Rudby, Hambleton, TS15
8. Church of Saint Gregory, Bedale, Hambleton, DL8
9. Church of Saint Helen, Ainderby Steeple, Hambleton, DL7
10. Church of Saint Mary, South Cowton, Hambleton, DL7
11. Church of St Andrew, Ingleby Greenhow, Hambleton, TS9
12. Church of St Lambert, Burneston, Hambleton, DL8
13. Church of St Lawrence, Kirby Sigston, Hambleton, DL6
14. Church of St Mary, Alne, Hambleton, YO61
15. Church of St Mary, Leake, Hambleton, YO7
16. Church of St Mary, Thirsk, Hambleton, YO7
17. Church of St Michael, Coxwold, Hambleton, YO61
18. Church of St Michael, Kirklington-cum-Upsland, Hambleton, DL8
19. Church of St Michael, Well, Hambleton, DL8
20. Church of St Nicholas, West Tanfield, Hambleton, HG4
21. Church of St Peter, Dalby-cum-Skewsby, Hambleton, YO60
22. Church of St Thomas, Brompton, Hambleton, DL6
23. Cowling Hall and Wing, Burrill with Cowling, Hambleton, DL8
24. Cowton Castle, South Cowton, Hambleton, DL7
25. Crayke Castle, Crayke, Hambleton, YO61
26. Danby Wiske Church, Danby Wiske with Lazenby, Hambleton, DL7
27. Dromonby Hall and Dromonby Hall Cottage with Attached Outbuilding, Kirkby, Hambleton, TS9
28. Gatepiers to Allerthorpe Hall, Swainby with Allerthorpe, Hambleton, DL7
29. Gatepiers, Wall and Railings of Myton Hall to East, Myton-on-Swale, Hambleton, YO61
30. Kiplin Hall, Kiplin, Hambleton, DL10
31. Market Cross, Bedale, Hambleton, DL8
32. Mount Grace Priory, East Harlsey, Hambleton, DL6
33. Myton Hall, Myton-on-Swale, Hambleton, YO61
34. Newburgh Priory, Newburgh, Hambleton, YO61
35. Old Church of Holy Rood, Whorlton, Hambleton, DL6
36. Shandy Hall, Coxwold, Hambleton, YO61
37. Snape Castle, Snape with Thorp, Hambleton, DL8
38. Spout House, Bilsdale Midcable, Hambleton, TS9
39. Sutton Park, Sutton-on-the-Forest, Hambleton, YO61
40. The Hall, Well, Hambleton, DL8
41. The Marmion Tower, West Tanfield, Hambleton, HG4
42. Thornton Watlass Hall and Attached Stable Block, Thornton Watlass, Hambleton, HG4
43. Whorlton Castle Gatehouse, Whorlton, Hambleton, DL6

### Harrogate(ehemaliger Borough, bis 2023)
1. Abbey Mill, Lindrick with Studley Royal and Fountains, Harrogate, HG4
2. Baldersby Park House, Rainton with Newby, Harrogate, YO7
3. Banqueting House Approximately 100 Metres to West of the Canal, Lindrick with Studley Royal and Fountains, Harrogate, HG4
4. Banqueting House Approximately 50 Metres East of Weston Hall, Weston, Harrogate, LS21
5. Brimham Lodge, Hartwith cum Winsley, Harrogate, HG3
6. Canal Approximately 500 Metres Long, with the Drum Falls and Weir Inlet, Lindrick with Studley Royal and Fountains, Harrogate, HG4
7. Chapel of Our Lady of the Crag, Knaresborough, Harrogate, HG5
8. Chapel of the Hospital of St Mary Magdalene, Ripon, Harrogate, HG4
9. Church of All Saints, Kirby Hill, Harrogate, YO51
10. Church of All Saints, Kirk Deighton, Harrogate, LS22
11. Church of All Saints, Long Marston, Harrogate, YO26
12. Church of All Saints, Weston, Harrogate, LS21
13. Church of All Saints, Wighill, Harrogate, LS24
14. Church of Christ the Consoler, with Eleanor Cross to East, Newby with Mulwith, Harrogate, HG4
15. Church of Saint John the Baptist, Knaresborough, Harrogate, HG5
16. Church of St Andrew, Boroughbridge, Harrogate, YO51
17. Church of St Andrew, Kirkby Malzeard, Harrogate, HG4
18. Church of St Helen, Bilton-in-Ainsty with Bickerton, Harrogate, YO26
19. Church of St James, Baldersby, Harrogate, YO7
20. Church of St John the Baptist, Kirk Hammerton, Harrogate, YO26
21. Church of St Mary, Goldsborough, Harrogate, HG5
22. Church of St Mary, Lindrick with Studley Royal and Fountains, Harrogate, HG4
23. Church of St Mary, Nun Monkton, Harrogate, YO26
24. Church of St Mary, Stainburn, Harrogate, LS21
25. Church of St Michael, Tockwith, Harrogate, LS22
26. Church of St Oswald, Farnham, Harrogate, HG5
27. Church of St Oswald, Leathley, Harrogate, LS21
28. Church of St Wilfrid, Harrogate, HG1
29. Church of the Holy Trinity, Little Ouseburn, Harrogate, YO26
30. Denton Hall and Attached Forecourt Walls and Railings, Denton, Harrogate, LS29
31. Farnley Hall, Farnley, Harrogate, LS21
32. Fountains Abbey, with Ancillary Buildings, Lindrick with Studley Royal and Fountains, Harrogate, HG4
33. Fountains Hall, Lindrick with Studley Royal and Fountains, Harrogate, HG4
34. Gatehouse Approximately 80 Metres South of Ripley Castle, Ripley, Harrogate, HG3
35. Lych Gate to Church of St James, Baldersby, Harrogate, YO7
36. Markenfield Hall, Markenfield Hall, Harrogate, HG4
37. Newby Hall, Newby with Mulwith, Harrogate, HG4
38. Obelisk, Ripon, Harrogate, HG4
39. Ripley Castle, Ripley, Harrogate, HG3
40. Ripon Minster (Cathedral Church of St Peter and Wilfrid), Ripon, Harrogate, HG4
41. Rudding Park House, Follifoot, Harrogate, HG3
42. Skelton Lodges to Newby Hall with Attached Gates and Screen Walls, Newby with Mulwith, Harrogate, HG4
43. Stables Approximately 150 Metres North of Newby Hall, Newby with Mulwith, Harrogate, HG4
44. Stockeld Park House, Spofforth with Stockeld, Harrogate, LS22
45. Swinsty Hall, Little Timble, Harrogate, HG3
46. Syningthwaite Priory Farmhouse, Bilton-in-Ainsty with Bickerton, Harrogate, LS24
47. Temple of Piety on East Side of Moon Pond, Lindrick with Studley Royal and Fountains, Harrogate, HG4
48. The Mansion, Allerton Mauleverer with Hopperton, Harrogate, HG5
49. Weston Hall, Weston, Harrogate, LS21

### Richmondshire(ehemaliger District, bis 2023)
1. Abbey Gatehouse, Easby, Richmondshire, DL10
2. Abbey Ruins, East Witton, Richmondshire, HG4
3. Aske Hall, Aske, Richmondshire, DL10
4. Bolton Castle, Castle Bolton with East and West Bolton, Richmondshire, DL8
5. Brough Hall, Brough with St. Giles, Richmondshire, DL10
6. Church of Holy Trinity, Wensley, Richmondshire, DL8
7. Church of Saint Anne, Catterick, Richmondshire, DL10
8. Church of Saint Oswald, Askrigg, Richmondshire, DL8
9. Church of Saint Oswald, West Hauxwell, Richmondshire, DL8
10. Church of St Agatha, Easby, Richmondshire, DL10
11. Church of St Agatha, Gilling with Hartforth and Sedbury, Richmondshire, DL10
12. Church of St Andrew, Grinton, Richmondshire, DL11
13. Church of St John the Baptist, Stanwick St. John, Richmondshire, DL11
14. Church of St Mary and St Alkelda, Middleham, Richmondshire, DL8
15. Church of St Mary the Virgin, Hornby, Richmondshire, DL8
16. Church of St Michael, Spennithorne, Richmondshire, DL8
17. Church of St Michael and Grave Cover Leaning on Buttress Beside North Door, Middleton Tyas, Richmondshire, DL10
18. Church of St Patrick, Patrick Brompton, Richmondshire, DL8
19. Church of St Peter, Croft-on-Tees, Richmondshire, DL2
20. Church of St Peter and St Felix, Kirby Hill, Richmondshire, DL11
21. Constable Burton Hall, Constable Burton, Richmondshire, DL8
22. Courthouse to East of Colburn Hall, Colburn, Richmondshire, DL9
23. Coverham Abbey Ruins, Coverham with Agglethorpe, Richmondshire, DL8
24. Croft Bridge, Croft-on-Tees, Richmondshire, DL2
25. Croft Bridge, Croft-on-Tees, Richmondshire, DL2
26. Danby Hall, Thornton Steward, Richmondshire, DL8
27. Forcett Hall, Forcett, Richmondshire, DL11
28. Grey Friars Tower, Richmond, Richmondshire, DL10
29. Hipswell Hall, Hipswell, Richmondshire, DL9
30. Holy Trinity Church offices Between Church Nave and Tower trinity Church Tower, Richmond, Richmondshire, DL10
31. Hornby Castle, Hornby, Richmondshire, DL8
32. Middleham Castle, Middleham, Richmondshire, DL8
33. Moulton Hall, Moulton, Richmondshire, DL10
34. Nappa Hall, Askrigg, Richmondshire, DL8
35. Old Gatehouse, East Witton, Richmondshire, HG4
36. Ravensworth Castle and Park Wall, Ravensworth, Richmondshire, DL11
37. Ruins of Abbey of St Agatha, Easby, Richmondshire, DL10
38. St Martins Priory Ruins, St. Martin’s, Richmondshire, DL10
39. The Castle, Richmond, Richmondshire, DL10
40. The Manor House, Moulton, Richmondshire, DL10
41. The Temple, Aske, Richmondshire, DL10
42. Theatre Royal, Richmond, Richmondshire, DL10
43. Walburn Hall, Walburn, Richmondshire, DL11

### Ryedale(ehemaliger District, bis 2023)
1. Atlas Fountain and Pond, Henderskelfe, Ryedale, YO60
2. Barn Approximately 10 Metres North East of the Hall, Sinnington, Ryedale, YO62
3. Byland Abbey, Byland with Wass, Ryedale, YO61
4. Carrmire Gates Wall and End Turrets, Bulmer, Ryedale, YO60
5. Castle Howard and East Court, Henderskelfe, Ryedale, YO60
6. Castle Howard Pyramid in Pretty Wood, Henderskelfe, Ryedale, YO60
7. Castle Howard the Four Faces, Henderskelfe, Ryedale, YO60
8. Christ Church, Appleton-le-Moors, Ryedale, YO62
9. Church of All Saints, Appleton-le-Street with Easthorpe, Ryedale, YO17
10. Church of All Saints, Kirkbymoorside, Ryedale, YO62
11. Church of All Saints, Old Byland and Scawton, Ryedale, YO62
12. Church of All Saints, Terrington, Ryedale, YO60
13. Church of All Saints and St James, Nunnington, Ryedale, YO62
14. Church of Saint Andrew, Rillington, Ryedale, YO17
15. Church of Saint John, Howsham, Ryedale, YO60
16. Church of Saint Mary, Old Byland and Scawton, Ryedale, YO7
17. Church of Saint Mary, Wharram, Ryedale, YO17
18. Church of Saint Nicholas, Birdsall, Ryedale, YO17
19. Church of St Andrew, Heslerton, Ryedale, YO17
20. Church of St Andrew, Middleton, Ryedale, YO18
21. Church of St Andrew, Weaverthorpe, Ryedale, YO17
22. Church of St Botolph, Buttercrambe with Bossall, Ryedale, YO60
23. Church of St Helen and the Holy Cross, Sheriff Hutton, Ryedale, YO60
24. Church of St John of Beverley, Salton, Ryedale, YO62
25. Church of St Martin, Bulmer, Ryedale, YO60
26. Church of St Mary, Lastingham, Ryedale, YO62
27. Church of St Michael, Barton-le-Street, Ryedale, YO17
28. Church of St Michael, Crambe, Ryedale, YO60
29. Church of St Peter, Wintringham, Ryedale, YO17
30. Church of the Holy Cross, Gilling East, Ryedale, YO62
31. Doric Temple, Rievaulx, Ryedale, YO62
32. Duncombe Park, Helmsley, Ryedale, YO62
33. Duncombe Park Gates and Railings, Rievaulx, Ryedale, YO62
34. Ebberston Hall, Ebberston and Yedingham, Ryedale, YO13
35. Gilling Castle, Gilling East, Ryedale, YO62
36. Helmsley Castle, Helmsley, Ryedale, YO62
37. Hovingham Hall, Hovingham, Ryedale, YO62
38. Howsham Hall, Howsham, Ryedale, YO60
39. Ionic Temple, Helmsley, Ryedale, YO62
40. Ionic Temple, Rievaulx, Ryedale, YO62
41. Kirkham Priory, Westow, Ryedale, YO60
42. Monument to the 7th Earl of Carlisle, Bulmer, Ryedale, YO60
43. New River the New River Bridge, Henderskelfe, Ryedale, YO60
44. Northern Stable Block, Helmsley, Ryedale, YO62
45. Nunnington Hall, Nunnington, Ryedale, YO62
46. Parish Church of St Peter and St Paul, Pickering, Ryedale, YO18
47. Pedestal, Henderskelfe, Ryedale, YO60
48. Pedestal and Statue of Spinario, Henderskelfe, Ryedale, YO60
49. Priory Church of St Mary, Malton, Ryedale, YO17
50. Pyramid Gatehouse and Flanking Wings, Henderskelfe, Ryedale, YO60
51. Rievaulx Abbey, Rievaulx, Ryedale, YO62
52. Sheriff Hutton Hall, Sheriff Hutton, Ryedale, YO60
53. Southern Stable Block, Rievaulx, Ryedale, YO62
54. St Gregorys Minster, Welburn, Ryedale, YO62
55. The Abbey Church, Ampleforth, Ryedale, YO62
56. The Mausoleum and Bastion Wall with Gates and Railings, Henderskelfe, Ryedale, YO60
57. The Obelisk, Henderskelfe, Ryedale, YO60
58. The Pyramid and Surrounding Piers, Henderskelfe, Ryedale, YO60
59. The Stables, Henderskelfe, Ryedale, YO60
60. The Temple of the Four Winds Including Retaining Wall, Henderskelfe, Ryedale, YO60
61. Tuscan Temple, Helmsley, Ryedale, YO62
62. Victoria Gate and Railings and Pier to North, Henderskelfe, Ryedale, YO60
63. Walled Garden Walls to Walled Garden with Gates Including the Satyr Gate and Corner Piers, Henderskelfe, Ryedale, YO60
64. Walling to Park South of Gatehouse, Henderskelfe, Ryedale, YO60
65. Walls Bounding Churchyard of St Mary’s Priory Church, Malton, Ryedale, YO17

### Scarborough(ehemaliger Borough, bis 2023)
1. Ayton Castle, West Ayton, Scarborough, YO13
2. Butter Cross, Scarborough, YO11
3. Captain Cooks House, Whitby, Scarborough, YO22
4. Church of All Saints, Brompton, Scarborough, YO13
5. Church of Saint John the Baptist, Cayton, Scarborough, YO11
6. Church of St Martin, Seamer, Scarborough, YO12
7. Church of St Martin, Scarborough, YO11
8. Church of St Mary, Scarborough, YO11
9. Church of St Matthew, Hutton Buscel, Scarborough, YO13
10. Church of St Oswald, Filey, Scarborough, YO14
11. Church of St Oswald, Lythe, Scarborough, YO21
12. Church of St Peter, Hackness, Scarborough, YO13
13. Church of St Stephen, Fylingdales, Scarborough, YO22
14. Danby Castle, Danby, Scarborough, YO21
15. Donkey Road, Whitby, Scarborough, YO22
16. Foulbridge Farmhouse and Attached Cottage, Snainton, Scarborough, YO13
17. Garden Walls and Gatepiers to the Abbey House, Whitby, Scarborough, YO22
18. Hackness Hall and Railings and Railings Attached to Terrace on Garden Front, Hackness, Scarborough, YO13
19. King Richard’s House, Scarborough, YO11
20. Old Mulgrave Castle, Lythe, Scarborough, YO21
21. Parish Church of St Mary, Whitby, Scarborough, YO22
22. The Abbey House, Whitby, Scarborough, YO22
23. The Church Stairs, Whitby, Scarborough, YO22
24. Whitby Abbey, Whitby, Scarborough, YO22
25. Whitby Abbey Cross, Whitby, Scarborough, YO22
26. Youth Hostel, Whitby, Scarborough, YO22

### Selby(ehemaliger District, bis 2023)
1. Banqueting Hall Adjoining East Side of Gatehouse, Cawood, Selby, YO8
2. Camblesforth Hall, Camblesforth, Selby, YO8
3. Carlton Towers, Carlton, Selby, DN14
4. Church of All Saints, Bolton Percy, Selby, YO23
5. Church of All Saints, Cawood, Selby, YO8
6. Church of All Saints, Ryther cum Ossendyke, Selby, LS24
7. Church of All Saints, Saxton with Scarthingwell, Selby, LS24
8. Church of All Saints, Sherburn in Elmet, Selby, LS25
9. Church of All Saints, Wistow, Selby, YO8
10. Church of Saint Helen, Skipwith, Selby, YO8
11. Church of St Andrew, Newton Kyme cum Toulston, Selby, LS24
12. Church of St Edmund, Kellington, Selby, DN14
13. Church of St Helen, Stillingfleet, Selby, YO19
14. Church of St Helen, Thorganby, Selby, YO19
15. Church of St Martin, Womersley, Selby, DN6
16. Church of St Mary, Birkin, Selby, WF11
17. Church of St Mary, Riccall, Selby, YO19
18. Church of St Mary and St Germain (Selby Abbey), Selby, Selby, YO8
19. Church of St Mary the Virgin, Church Fenton, Selby, LS24
20. Church of St Mary the Virgin, Hemingbrough, Selby, YO8
21. Church of St Peter and St Paul, Drax, Selby, YO8
22. Church of St Wilfred, Brayton, Selby, YO8
23. Church of St Wilfrid, Monk Fryston, Selby, LS25
24. Ferry Bridge, Brotherton, Selby, WF11
25. Gatehouse, Cawood, Selby, YO8
26. Gatehouse to Steeton Hall and Walls Adjoining, South Milford, Selby, LS25
27. Hazlewood Castle, Stutton with Hazlewood, Selby, LS24
28. Roman Catholic Chapel of St Leonard, Stutton with Hazlewood, Selby, LS24
29. Steeton Hall, South Milford, Selby, LS25

## Redcar and Cleveland(Unitary Authority)
1. Church of St Cuthbert, Redcar and Cleveland, TS10
2. Entrance Screen Loggias Forts Flat and Outhouses to Sir William Turners Hospital, Redcar and Cleveland, TS10
3. Gatepiers at Entrance to Forecourt of Kirkleatham Hall School, Redcar and Cleveland, TS10
4. Marske Hall, Saltburn, Marske and New Marske, Redcar and Cleveland, TS11
5. Ormesby Hall, Adjoining Outbuildings and Screen Walls, Redcar and Cleveland, TS7
6. Priory Dovecote, to West of St Mary’s Priory Ruins, Guisborough, Redcar and Cleveland, TS14
7. Remains of Kilton Castle Circa 30 Metres East of Castle Cottages, Lockwood, Redcar and Cleveland, TS12
8. Sir William Turner’s Hospital, Redcar and Cleveland, TS10
9. Skelton Castle, Skelton and Brotton, Redcar and Cleveland, TS12
10. St Mary’s Priory Gatehouse (Ruins), Guisborough, Redcar and Cleveland, TS14
11. St Mary’s Priory Ruins, Guisborough, Redcar and Cleveland, TS14
12. Stable Block, Stable House and Coach House, 200 Metres South East of Skelton Castle, Skelton and Brotton, Redcar and Cleveland, TS12
13. Stableblock, Circa 80 Metres North-East of Ormesby Hall, Redcar and Cleveland, TS7
14. Turner Mausoleum Adjoining Church of St Cuthbert, Redcar and Cleveland, TS10

## Stockton-on-Tees(Unitary Authority)
Anmerkung: Die Einträge in der Liste des Borough of Stockton-on-Tees sind aufgrund der Verbundenheit auch in der Liste der Grade-I-Bauwerke in Durham verzeichnet.
1. Church of St Cuthbert, Billingham, Stockton-on-Tees, TS23
2. Church of St Cuthbert, Redmarshall, Stockton-on-Tees, TS21
3. Church of St John the Baptist, Egglescliffe, Stockton-on-Tees, TS16
4. Church of St Peter, Hilton, Stockton-on-Tees, TS15
5. Parish Church of St Mary the Virgin, Stockton-on-Tees, TS20
6. Ruins of a Church of St Thomas a Becket, Grindon, Stockton-on-Tees, TS21
7. Stockton Parish Church, Stockton-on-Tees, TS18

## York(Unitary Authority)
1. Anglian Tower, York, YO1
2. Arcade of Former Archbishops Palace and Attached Railings and Gates, York, YO1
3. Bell Hall, Naburn, York, YO19
4. Bishopthorpe Palace and Chapel, Bishopthorpe, York, YO23
5. Bootham Bar city Wall from Bootham Bar to Layerthorpe monk Bar robin Hoods Tower, York, YO31
6. Bootham Park Hospital: front range, 1886 link block, late-C18 building, 1817 range and 1908 extension, York, YO30
7. Castle Museum the Debtors Prison, York, YO1
8. Castle Museum, the Female Prison, York, YO1
9. Castlegate House and Attached Railings, York, YO1
10. Cathedral Church of St Peter, York Minster, York, YO1
11. Church of All Saints, York, YO1
12. Church of All Saints with Anchorage Attached, York, YO1
13. Church of Holy Trinity, York, YO1
14. Church of Holy Trinity and Wall Attached to South East, York, YO1
15. Church of Saint Helen, Wheldrake, York, YO19
16. Church of St Cuthbert, York, YO1
17. Church of St Denys, York, YO1
18. Church of St Giles, Skelton, York, YO30
19. Church of St Margaret, York, YO1
20. Church of St Martin Cum Gregory, York, YO1
21. Church of St Mary Bishophill Junior, York, YO1
22. Church of St Michael, York, YO1
23. Church of St Michael Le Belfrey, York, YO1
24. Church of St Nicholas, Askham Bryan, York, YO23
25. Church of St Olave, York, YO30
26. Church of the Holy Trinity, Acaster Malbis, York, YO23
27. City wall from Baile Hill to Barker Tower, including Barker Tower and North Street Postern, Victoria, York, YO1
28. City Wall from Lendall Hill House to the Lodge, Museum Gardens, York, YO1
29. City Wall from Multangular Tower to Rear of Number 8 St Leonards Place, York, YO1
30. City Wall from the Red Tower to Fishergate Postern Tower fishergate Bar fishergate Postern Tower, York, YO10
31. City Walls Attached to Tower Place, York, YO1
32. Cliffords Tower, York, YO1
33. Crown Court and Railings Attached to Front, York, YO1
34. Cumberland House, York, YO1
35. Curtain Wall, York, YO1
36. Fairfax House, York, YO1
37. Garforth House and Railings Attached at Front, Garden Wall Attached at Rear, York, YO1
38. Goddards and Attached Gateway, Terrace and Loggia to Side and Rear, York, YO24
39. Grays Court and Garden Gates and Piers Attached to South East Corner, York, YO1
40. Guildhall and Chamber Range, Atkinson block, Common Hall Lane and boundary wall containing entrance, York, YO1
41. Jacobs Well, York, YO1
42. Judges Lodging, York, YO1
43. Lady Row, York, YO1
44. Lendal Tower, York, YO1
45. Mansion House, railings and gas lamps attached to front, York, YO1
46. Merchant Adventurers Hall, York, YO1
47. Merchant Taylors Hall, York, YO1
48. Micklegate House and Attached Railings and Lamp Brackets, York, YO1
49. Minster Library, York, YO1
50. Multangular Tower and Wall Attached to South East, York, YO1
51. Nos. 41, 43 and 45, Goodramgate, York, YO1
52. Number 23 and Attached Garden Wall and Outbuilding, York, YO1
53. Roman Wall Approximately 20 Metres South East of Monk Bar, York, YO1
54. St Anthonys Hall, York, YO1
55. St Leonards Hospital Remains, York, YO1
56. St Marys Abbey Remains Church, York, YO1
57. St Marys Abbey Remains Precinct Walls st Marys Tower, York, YO30
58. St Marys Lodge and Attached Railings, Gates and Gate Piers, York, YO30
59. St Williams College, York, YO1
60. The Assembly Rooms, York, YO1
61. The Bar Convent and Railings Attached to Front, York, YO24
62. The Herbert House, York, YO1
63. The Kings Manor, York, YO1
64. The Norman House, York, YO1
65. The Wealden Hall, York, YO1
66. The York Story, York, YO1
67. Treasurers House and Attached Garden Walls, Gate and Gate Piers, York, YO1
68. Wall Approximately 5 Metres North East of the Kings Manor, York, YO1
69. Wall Approximately 2 Metres North of Number 9, York, YO1
70. West Tower of the Old Church of St Lawrence, York, YO10
71. Yorkshire Museum, Tempest Anderson Hall and St Marys Abbey Remains, York, YO1